# GLAAD 미디어 어워드
GLAAD 미디어 어워드(영어: -Media Award)는 GLAAD에 의해 LGBT 커뮤니티 (레즈비언, 게이, 바이섹슈얼, 트랜스젠더)에서 현저한 공적이 있는 미디어와 인물을 기리기위한 상이다. 영화나 TV 프로그램 뿐만 아니라 게임 및 음악 등 예술 분야와 저널리즘, 광고 등의 미디어도 표창 대상으로 하고 있다. 제1회 GLAAD 미디어 어워드는 1990년에 행해졌다.